# Franz Hančar
Franz Hančar (* 8. Februar 1893 in Wien; † 10. Juli 1968 ebenda) war ein österreichischer Prähistoriker.

## Leben
Als Leutnant der Reserve lernte Hančar im Ersten Weltkrieg Russisch. Nach der Promotion 1929 zum Dr. phil. an der Universität Wien lehrte er dort als Professor für allgemeine Ur- und Frühgeschichte des Menschen mit besonderer Berücksichtigung Osteuropas. Er wurde am Sieveringer Friedhof bestattet.

## Schriften (Auswahl)
- Urgeschichte Kaukasiens von den Anfängen seiner Besiedlung bis zur Zeit seiner frühen Metallurgie. Wien 1936, OCLC 876086901.
- Das Pferd in prähistorischer und früher historischer Zeit. Wien 1956, OCLC 1035807476.